# Ряджені

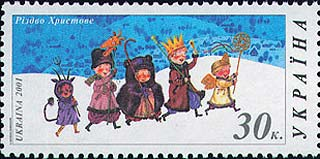
Ряджені. Українська поштова марка, 2001

Ря́джені (перебрані, цигани) — традиційні учасники українських народних свят і обрядів, що змінюють свій зовнішній вигляд за допомогою незвичайного одягу або масок. 

## Символіка
У давнину рядження виконувало важливу релігійно-магічну функцію відвернення сил зла, але згодом цей звичай перетворився на веселу розвагу.